# 莪术酮
莪术酮（也译为莪术呋喃烯酮）是一种倍半萜类有机化合物，分子式C15H18O2，可用作抗微生物剂，分离自西藏钓樟（Lindera pulcherrima）。